# Lebiini
Tribu
Synonymes
- Cymindidini Laporte, 1834
- Lebiotae Bonelli, 1810

Les Lebiini sont une tribu de coléoptères de la famille des Carabidae, de la sous-famille des Harpalinae et de la super-tribu des Lebiitae.

## Liste des sous-tribus
Actenonycina - Agrina - Apenina - Calleidina - Cymindidina - Demetriadina - Dromiina - Gallerucidiina - Lebiina - Lichnasthenina - Lionychina - Metallicina - Nemotarsina - Peliocypadina - Pericalina - Physoderina - Pseudotrechina - Singilina - Somotrichina - Sugimotoina - Trichina